# Bolesław Rawski
Bolesław Rawski (ur. 1959 w Krakowie) – polski kompozytor, aranżer, reżyser dźwięku, dyrygent. Autor muzyki do ponad 160 spektakli teatralnych i Teatru Telewizji, spektakli muzycznych, pieśni i piosenek, twórca muzyki baletowej.

## Życiorys
Urodzony w 1959 roku w Krakowie. Ukończył I Liceum Ogólnokształcące im. Mikołaja Kopernika w Tarnobrzegu i Szkołę Muzyczną II stopnia w Rzeszowie. Absolwent Uniwersytetu Muzycznego Fryderyka Chopina w Warszawie, Wydziału Reżyserii Dźwięku,  specjalność: reżyseria muzyczna. W latach 1982–1999 związany etatowo z Teatrem im. Juliusza Słowackiego w Krakowie, gdzie współtworzył Studio Muzyki Przestrzennej (1992–1999) z Józefem Rychlikiem. W 1992 r. napisał muzykę do baletu „Cienie wielkiego miasta”. Prapremiera, w choreografii Przemysława Śliwy, miała miejsce  na scenie Opery i Operetki w Krakowie. W 1995/96 napisał muzykę do piosenek „Aż po grób” i „Każdy trochę jest potrzebny” dla Renaty Przemyk do płyty „Andergrant”. W 1998 r. powstał spektakl Krawiec Sławomira Mrożka w reżyserii Michała Kwiecińskiego z nagrodzoną muzyką Bolesława Rawskiego. Spektakl został zaliczony do „Złotej setki Teatru Telewizji”. Komponował również piosenki w języku greckim i jidysz, a także muzykę kabaretową – m.in. do przedstawień „Męskie d’ramy”, „Jeszcze nie pora nam spać”, czy „Dość!... dobry wyrób kabaretopodobny” Grupy Rafała Kmity (2003–2008).  W 2003 r napisał muzykę do spektaklu muzyczno-kabaretowego „Aj waj! Historie z cynamonem” z tekstami Rafała Kmity.
Współpracował z wieloma reżyserami: Grzegorz Jarzyna, Marek Fiedor, Maciej Wojtyszko, Rudolf Zioło, Agata Duda-Gracz, Grzegorz Wiśniewski, Mikołaj Grabowski, Paweł Miśkiewicz, Maciej Sobociński,  Andrew Visnevski, Michał Kwieciński, Jacek Andrucki, Rafał Kmita, Helena Kaut-Howson.
Współpracował z wieloma teatrami w Polsce, m.in.: Krakowski Teatr Scena STU, Teatr Bagatela, Teatr Ludowy w Krakowie, Teatr Muzyczny w Łodzi, Teatr im. Stefana Jaracza w Łodzi, , Teatr Polski we Wrocławiu, Teatr Wybrzeże, Teatr Powszechny w Warszawie, Teatr Rozrywki (Chorzów), Teatr im. Wilama Horzycy w Toruniu, Teatr Dramatyczny im. Gustawa Holoubka, TR Warszawa, Teatr Współczesny w Szczecinie, Stary Teatr im. Heleny Modrzejewskiej w Krakowie,Teatr im. Wojciecha Bogusławskiego w Kaliszu, Teatr Ateneum w Warszawie oraz Teatr im. Juliusza Słowackiego w Krakowie.
Twórczość Bolesława Rawskiego była prezentowana również za granicą: Contemporary Theatre of Athens w Grecji,  COCOON Theatre w Tokio, Arcola Theatre w Londynie, Belgrade Theatre w Coventry, Haymarket Theatre w Leicester, The Young Vic  w Londynie.

## Najważniejsze realizacje
- Bzik tropikalny – reż. Grzegorz Jarzyna, TR Warszawa[17]
- Krawiec – reż. Michał Kwieciński, Teatr TV[5]
- Dziady – reż. Maciej Sobociński, Teatr im. J. Słowackiego[5]
- Aj waj! Czyli historie z cynamonem – reż. Rafał Kmita, Teatr STU[15]
- Hamlet – reż. Andrew Visnevski, Theatro Porta (Ateny)[11]
- Sen nocy letniej – reż. Rudolf Zioło, COCOON Theatre (Tokio)[11]
- Inne rozkosze – reż. R. Zioło, Teatr TV, Kraków[5]
- Don Juan – reż. M. Fiedor, Teatr Stary, Kraków[5]
- Król Lear – reż. H. Kaut-Howson, Haymarket Theatre,Leicester oraz The Young Vic Theatre, Londyn[16]

## Nagrody i osiągnięcia
- 1997 – XXII Konfrontacje Teatralne – wyróżnienie za muzykę do Bzika tropikalnego  w reż. Grzegorza Jarzyny[17]
- 1998 – IV Konkurs na Wystawienie Polskiej Sztuki Współczesnej – nagroda Ministra Kultury i Sztuki, Prezesa ZASP-u oraz Prezesa TVP SA za muzykę do spektaklu Teatru TV Krawiec w reż. Michała Kwiecińskiego[9][3]
- 2001 – XXVI Konfrontacje Teatralne – wyróżnienie za muzykę do Dziadów w Teatrze im. Bogusławskiego w reż. Macieja Sobocińskiego[5]
- 2005 – Festiwal Komedii TALIA – nagroda za muzykę do Aj waj! Historie z cynamonem w reż. Rafała Kmity[18]

## Dyskografia
- Andergrant (1997)[11] - nagrodzona Fryderykiem płyta Renaty Przemyk (piosenki „Aż po grób” i „Każdy trochę jest potrzebny”), wyd. Sony Music, 1997
- Hamlet (1998)[11]  - muzyka z przedstawienia wraz z fragmentami monologów i pieśni, wyd. EMI Ateny, 1998
- Bzik tropikalny (2000)[19][11] - muzyka z przedstawień Grzegorza Jarzyny Bzik tropikalny, Historia i Penthesilea, wyd. Luna, 2000
- Aj waj! czyli piosenki z cynamonem (2010)[11] - muzyka z przedstawienia wraz z fragmentami monologów, wyd. OKO – ART, 2010.
- Męskie d’ramy (2018)[12] - piosenki z przedstawienia Tomasza Jachimka, wyd. Teatr Palladium, 2018.